# Evocatus
Evocatus (plural evocati) era el término latino para un soldado del ejército romano que había cumplido su tiempo de servicio y obtenido una licencia (missio), pero se realistaba otra vez por invitación del cónsul u otro comandante.

## Desarrollo histórico
Siempre existió un número considerable de evocati en cada ejército de importancia, y cuando el general era uno de los favoritos entre los soldados, el número de veteranos que se unían a su estandarte se incrementaba. Los evocati eran oficialmente liberados, como los vexillarii, de deberes militares comunes como fortalecer el campamento y hacer carreteras. Tenían un rango más alto en el ejército que los legionarios comunes.
Son algunas veces mencionados junto a los équites romanos, y algunas veces citados con los centuriones. Parecen haber sido ascendidos frecuentemente al rango de centuriones y eran normalmente los portadores de la vara de mando y de disciplinar a sus compañeros legionarios. Así, Pompeyo indujo a una gran cantidad de legionarios veteranos para servir bajo su mando al desencadenarse la guerra contra Julio César con la promesa de recompensas y el ascenso a centurión. No todos los evocati podían, sin embargo, llegar al rango de centurión, ni podían formar parte de ciertas cohortes en el ejército. Cicerón habla de un Praefectus evocatorum, un oficial al cargo de los evocati.
El nombre evocati fue también aplicado a un selecto grupo de jóvenes guardias de la orden ecuestre los cuales fueron elegidos por el emperador Domiciano para proteger su dormitorio. Los historiadores suponen que este cuerpo existió a lo largo de la vida de diferentes emperadores y que eran los mismos que los considerados Evocati Augusti.

## En la cultura popular
En el capítulo 5 de la primera temporada de la serie de televisión de la HBO Roma, a Lucio Voreno se le ofrece la posición de prefecto de los evocati en la 13.ª Legión (Legión XIII) por Marco Antonio junto con 10.000 sestercios; Marco Antonio más tarde redujo su oferta original a 9000 sestercios porque Lucio había rechazado su oferta anterior.
En el videojuego Total War: Rome 2, la facción romana es capaz de reclutar cohortes de evocati como unidades militares.